# Centenionalis

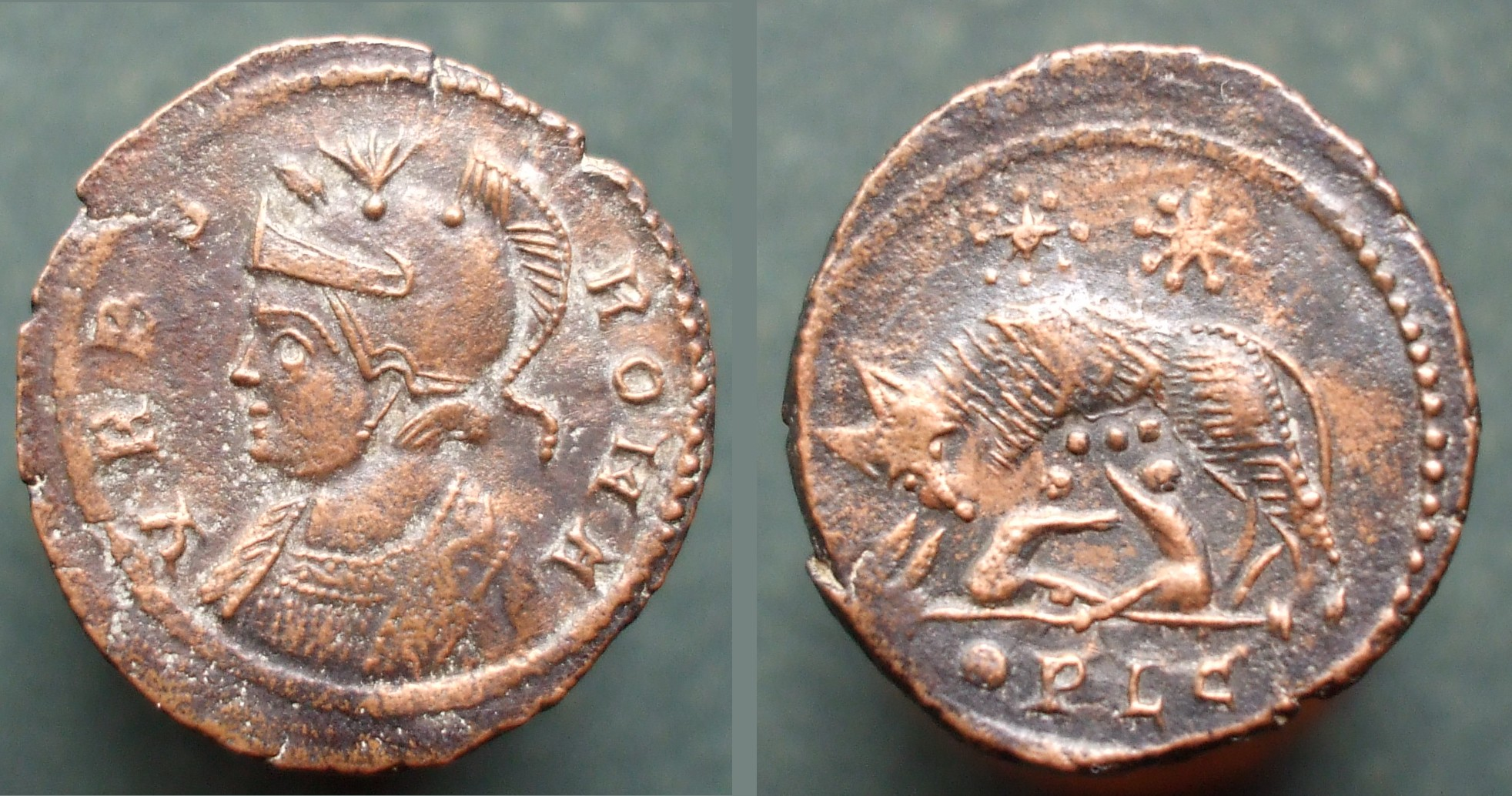
Centenionalis émis sous Constantin entre 330 et 336 après J.-C., avec la déesse Rome à l'avers et la louve et les jumeaux au revers. (frappe de l'atelier de Lugdunum / Lyon).

La centenionalis (pluriel : centenionales) étaient des pièces de monnaie romaines. Elles correspondent à une tentative de Constant Ier et de Constance II de réintroduire une grande pièce de bronze entre 320 et 340 apr. J.-C., alors que le follis avait perdu une grande partie de sa valeur. Il correspond théoriquement à un centième du solidus.
Le centenionalis fut émis, cependant, pendant peu de temps. À la fin du règne de Théodose le Grand, seules de petites pièces de monnaie en bronze étaient frappées.